# Brandon Rogers
Brandon George Rogers (nacido el 3 de agosto de 1988) es un YouTuber, actor y comediante estadounidense. Interpreta muchos personajes en su canal homónimo de YouTube y coescribió la serie web animada para adultos Helluva Boss, en la que da voz al personaje principal Blitzø, así como a la reportera Katie Killjoy en Hazbin Hotel.

## Carrera
Rogers comenzó a crear videos para su trabajo en Los Ángeles en un bufete de abogados de lesiones personales, donde realizó documentales filmados por Gabriel Gonzales sobre la vida diaria de los demandantes que se utilizaron en los tribunales. Tuvo la idea de hacer versiones humorísticas de estos documentales con Gonzales y comenzó su canal de YouTube el 7 de enero de 2006 como "HotBananaStud". Rogers obtuvo reconocimiento por primera vez en 2015 cuando un usuario de Vine subió clips de seis segundos de sus videos en roles no acreditados. Después de que un clip de uno de sus videos se volviera viral en Vine y apareciera en la serie React de Fine Brothers Entertainment, el creador original del video se hizo público, y Rogers ganó fama en línea.
En 2016, Super Deluxe se ofreció a producir un programa para Rogers. El show, Magic Funhouse! estuvo disponible en el servicio de suscripción de corta duración de Fullscreen y fue el programa original más visto del servicio. Magic Funhouse! fue nominada a Mejor Serie de Comedia en la séptima edición de los Streamy Awards. En 2017, Rogers fue nombrado Nuevo Rostro: Creador en el Festival de Comedia Just for Laughs. Además de ser coanfitrión del evento, fue nominado a cuatro premios y ganó los premios por Serie con guion y Actuación en la novena edición anual de los Streamy Awards por su serie web Blame the Hero. En 2018, Rogers fue finalista de la décima edición de los premios anuales Shorty al premio al mejor comediante de Youtube. Rogers colaboró con Comedy Central en 2019 para su programa "Under the Influencer", en el que se hizo cargo de las plataformas de redes sociales de la compañía durante una semana.

## Vida personal
Rogers es de Livermore, California, y es de ascendencia portuguesa, filipina, escocesa y española. Rogers describe su ciudad natal como conservadora, pero sus padres eran muy liberales. Su madre es contadora y su padre trabaja para Cisco. Tiene dos hermanos menores. Rogers es gay.

## Filmografía
| Año           | Título                | Papel                                          | Notas                                           |
| ------------- | --------------------- | ---------------------------------------------- | ----------------------------------------------- |
| 2008–presente | Grandpa               | Grandpa (protagonista) y varios roles          | También escritor y director                     |
| 2009–12       | Theater Class         | Alex Rimmer                                    | También escritor y director                     |
| 2013          | Neighborhood Patrol   | Louis Boyd                                     | También director, escritor y productor          |
| 2016–17       | Magic Funhouse!       | Arlo Dittman                                   | También creador, director, escritor y productor |
| 2017–18       | Stuff & Sam!          | Sam (protagonista) y varios roles              | También coescritor y director                   |
| 2019          | Blame the Hero        | Blame (protagonista) y varios roles            | También creador                                 |
| 2019–presente | Helluva Boss          | Blitzo y otros roles (voces)                   | Actor, coescritor                               |
| 2020          | Blood & Makeup        | Eddie Oswald y otros roles                     | También coescritor, director y editor           |
| 2021          | The Mismatched        | Cupid                                          | Actor                                           |
| 2021–22       | Normal British Series | Adrian/Lord Mingeworthy (y varios otros)       | También creador                                 |
| 2023          | BRYCE                 | Bryce Tankthrust (protagonista) y varios roles | También coescritor y director                   |
| 2024–presente | Hazbin Hotel          | Katie Killjoy (voz)                            | Actor                                           |
| 2024–presente | Farmer Wants a Wife   | Sé                                             | Participante                                    |
| 2024–presente | Bosco                 | Carlos                                         | Actor                                           |
| 2024–presente | Class Acts            | Alex Rimmer                                    | También coescritor                              |